# The Folly of Vanity
The Folly of Vanity er en amerikansk stumfilm fra 1924 af Maurice Elvey og Henry Otto.

## Medvirkende
- Billie Dove som Alice
- Jack Mulhall som Robert
- Betty Blythe som Mrs. Ridgeway
- John St. Polis som Ridgeway
- Fred Becker
- Otto Matiesen
- Byron Munson
- Edna Mae Cooper